# Le Lion flagada
Le Lion flagada (Slap Happy Lion) est un cartoon réalisé en 1947 par Tex Avery et produit par Fred Quimby. 

## Synopsis
La tragique régression d'un vieux lion, pourtant jadis le roi des animaux. Qui plus est, le narrateur – une souris – s'amuse à le tourmenter jusqu'à en perdre la raison.

## Fiche technique
- Titre original : Slap Happy Lion
- Titre français : Le Lion flagada
- Réalisation : Tex Avery
- Musique : Scott Bradley
- Pays d’origine :  États-Unis
- Langue originale : anglais
- Format : couleur (Technicolor) – 35 mm – 1,37:1 – mono (Western Electric Sound System)
- Genre : dessin animé
- Durée : 7 minutes
- Dates de sortie : 
  - États-Unis : 20 septembre 1947